# Saison 5 des Enquêtes de Murdoch
Chronologie
Saison 4 Saison 6
La cinquième saison des Enquêtes de Murdoch est constituée de treize épisodes.

## Synopsis
La reconversion de Murdoch en chercheur d'or débute vraiment mal lorsqu'un meurtre le ramène à ses vieilles habitudes. Une malédiction égyptienne, une attaque anarchiste contre le président américain, l'empoisonnement d'une diva, une guerre entre joueurs de hockey et un voyage dans le temps le tienne ensuite pleinement occupé.

## Distribution

### Acteurs principaux
- Yannick Bisson (VF : Jean-Philippe Puymartin) : Détective William Murdoch
- Thomas Craig (VF : Patrice Dozier) : Inspecteur Thomas Brackenreid
- Jonny Harris (VF : Luc Arden) : Agent George Crabtree
- Hélène Joy (VF : Dominique Westberg) : Dre Julia Ogden (6 épisodes)
- Lachlan Murdoch (VF : Philippe Bozo) : Agent Henry Higgins

### Acteurs récurrents
- Georgina Reilly (VF : Barbara Delsol) : Dre Emily Grace (13 épisodes)
- Arwen Humphreys (VF : Marie-Laure Dougnac) : Margaret Brackenreid (4 épisodes)
- Jonathan Watton (VF : Patrick Mancini) : Dr. Darcy Garland (3 épisodes)
- Paul Amos (en) (VF : Stéphane Pouplard) : Dr. Roberts (2 épisodes)
- Nigel Bennett (VF : Georges Claisse) : Percival Giles, Chef du service de police (5 épisodes)
- Lisa Faulkner (VF : Vanina Pradier) : Anna Fulford (2 épisodes)
- John Tench (VF : Loïc Houdré) : Alexender Graham Bell (2 épisodes)
- Kristian Bruun (VF : Cédric Dumond) : Agent Augustus "Slugger" Jackson (2 épisodes)

### Invités
- Peter Stebbings (VF : Alexis Victor) : James Pendrick
- Peter Keleghan (VF : Lionel Henry (acteur)) : Terrence Meyers
- Matthew Bennett (VF : Bertrand Liébert) : Allen Clegg
- Michael Seater (VF : Franck Lorrain) : James Gillies
- Lisa Norton (VF : Laëtitia Lefebvre) : Emma Goldman
- Aaron Ashmore : Jack London
- Todd Hofley : Henry Ford
- Brian Rhodes : Timothy Eaton

## Liste des épisodes
1. Le silence est d'or
2. La balle magique
3. La malédiction de la reine de Ma'at
4. Menace terroriste
5. Meurtre à l'opéra
6. La voiture de demain
7. Plongée dans les bas-fonds, Première partie
8. Plongée dans les bas-fonds, Deuxième partie
9. Le salon des inventions
10. Voyage dans l'au-delà
11. Jeu de piste
12. Coup de crosse à Toronto
13. La machine à explorer le temps

### Épisode 1:Le silence est d'or
- Canada : 6 juin 2012 sur Citytv
- France : 14 octobre 2012 sur France 3

- France : 3.64 millions de téléspectateurs

- Jill Halfpenny : Elizabeth Bryant
- Paul Braunstein : Arlen Pike
- Mike McPhaden : Isaac McKay
- Matt Cooke : Superintendent Sam Steele
- Shauna MacDonald : Mme. Billings
- Jennifer Kydd : Kate Linfield
- Brian Fidler : Essayeur
- Matthew Willson : Mineur #1
- Dean Travis Williams : Mineur de Dawson
- Edward A. Queffelec : Bagarreur
- Billy Oliver : Bagarreur
- Bill Brioux : Mineur #7 (non-crédité)
- Tamara Gorski : Constance Gardiner (non-créditée)

### Épisode 2:La balle magique
- Canada : 13 juin 2012 sur Citytv
- France : 21 octobre 2012 sur France 3

- France : 3.74 millions de téléspectateurs

- Ivan Sherry : Maire Hopkins
- Kelvin Wheeler : Conseiller Alek Hidell
- Don Allison : Conseiller John Ketchem
- Craig Eldridge : Clay Miller
- Richard Harte : Sean Gallagher
- Anthony Christian Potenza : Jack Leary
- Adam Lolacher : Leonard Bowers
- Sarah Wilson : Marianne Cuddy
- Paul James Kelly : Liam Cuddy
- Louise Nicol : Judith Lance
- Thomas Michael Mack : Homme catholique

### Épisode 3:La malédiction de la reine de Ma'at
- Canada : 20 juin 2012 sur Citytv
- France : 21 octobre 2012 sur France 3

- France : 3.74 millions de téléspectateurs

- Aidan Devine : Desmond Rutherford
- Athena Karkanis : Dre. Iris Bajjali
- Julian Richings : Phillip Uxbridge
- Keon Alexander : Fouad Sharif
- Jill Frappier : Mme. Xavier McAllister
- Mike Petersen : Professeur Alger Greenwood
- Gabriel Giammaria : Vendeur de journaux

### Épisode 4:Menace terroriste
- Canada : 26 juin 2012 sur Citytv
- France : 28 octobre 2012 sur France 3

- France : 2.90 millions de téléspectateurs

- Brendan Wall : Michael Decker
- Alex Furber : Reginald Pierce
- Brendan Beiser : Albert Wallace
- Brock Johnson : Peter Milne
- Richard Alan Campbell : Harold Green
- John Jarvis : Angus Trout
- Richard Taylor : Agent de police
- Dani Kind : Peggy
- Benjamin Clost : Journaliste

### Épisode 5:Meurtre à l'opéra
- Canada : 3 juillet 2012 sur Citytv
- France : 28 octobre 2012 sur France 3

- France : 2.90 millions de téléspectateurs

- Measha Brueggergosman : Rosa Hamilton
- Paulino Nunes : Carlo Corsi
- Earl Pastko : Senor Arturo
- Nathalie Toriel : Anne Marie Thiery
- Brandon McGibbon : Mr. Peters
- Roger Doche : Maurice Domenicke
- Alison Jantzie : Elvira Cummings
- Fraser Elsdon : Tony Rizzini
- Constant Bernard : Fan
- Christopher Gross : Homme de l'ovation (non-crédité)

### Épisode 6:La voiture de demain
- Canada : 10 juillet 2012 sur Citytv
- France : 11 novembre 2012 sur France 3

- France : 3.77 millions de téléspectateurs

- Zachary Bennett : Alexander Wallensky
- J.D. Nicholsen : Leslie Barnes
- Jerry Getty : Douglas Meadows
- Tannis Burnett : Mavis Chalmers
- John Stoneham Sr. : Ivan Wallensky
- Byron Rouse : Pop Smith (non-crédité)

### Épisode 7:Plongée dans les bas-fonds, Première partie
- Canada : 17 juillet 2012 sur Citytv
- France : 4 novembre 2012 sur France 3

- France : 3.48 millions de téléspectateurs

- Eli Ham : Inspector Declan O'Kelly
- Tori Anderson : Lucille Messing
- Amos Crawley : Geoffrey Coville
- Stephen Park : Leonard Carling
- Cliff Saunders : Stanley Faber
- Peter Kosaka : Mr. Sato
- Shawn Wright : Andrew Trevor
- Derek Keurvorst : Franklin Lamott
- Noah Davis : Mr. Wilson
- Jenny Hall : Barmaid
- Nick Spencer : Jake
- Byron Rouse : Pop Smith
- Michael A. Miranda : Falcone
- Joey Kippax : Assassin
- Pat Smith : Sonneur (non-crédité)

### Épisode 8:Plongée dans les bas-fonds, Deuxième partie
- Canada : 24 juillet 2012 sur Citytv
- France : 4 novembre 2012 sur France 3

- France : 3.48 millions de téléspectateurs

- Eli Ham : Inspector Declan O'Kelly
- Michael A. Miranda : Falcone
- Shawn Wright : Andrew Trevor
- Nick Spencer : Jake
- Amos Crawley : Geoffrey Coville
- Stephen Park : Leonard Carling
- Cliff Saunders : Stanley Faber
- Bryn McAuley : Minnie Duggan
- Tori Anderson : Lucille Messing
- Noah Davis : Mr. Wilson
- Helen King : Mme. Wilson
- Glynis Ranney : Elsie Blackwood
- Peter Kosaka : Mr. Sato
- Jenny Hall : Barmaid
- Emily Oriold : Femme de la chorale
- Fiona Carver : Femme de la chorale
- Joey Kippax : Assassin
- Christian Distefano : Jeune garçon (non-crédité)
- Pamela Mars : Prostituée (non-créditée)
- Byron Rouse : Pop Smith (non-crédité)
- Pat Smith : Sonneur (non-crédité)

### Épisode 9:Le salon des inventions
- Canada : 31 juillet 2012 sur Citytv
- France : 18 novembre 2012 sur France 3

- France : 2.71 millions de téléspectateurs

- Arlene Dickinson : Miss Dickinson
- Jonathon Young : Ernest Harding
- Carlos Diaz : Karl Schreyer
- Ron Gabriel : Ronald Nellis
- Ryan Blakely : Jeremy Barton
- Joey Klein : Harlan O'Brian
- Julia Course : Myrtle Raylin
- Philip Marchand : Dentiste
- Philip Nessel : Volontaire
- Liz Gordon : Épouse du volontaire

### Épisode 10:Voyage dans l'au-delà
- Canada : 7 août 2012 sur Citytv
- France : 25 novembre 2012 sur France 3

- France : 3.80 millions de téléspectateurs

- Christopher Jacot (en) : Russell Chisholm
- Victor A. Young : Magnus MacDonald
- Deborah Odell : Hannah Beaumont
- Kate Ross : Fanny Glover
- Evert Houston : Jacob Oliver
- Ken MacDougall : Inspecteur Graves
- Lauren MacKinlay : Lillian MacDonald
- Jamie Robinson : Ned Watts
- John Nelles : Vieil homme
- Pete Graham : Randall Le Rasoir

### Épisode 11:Jeu de piste
- Canada : 14 août 2012 sur Citytv
- France : 2 décembre 2012 sur France 3

- France : 3.81 millions de téléspectateurs

- Sarah Manninen : Verna Bowden
- Kevin MacDonald : Dean Bowden
- Veronica Denson : Veronica Bowden
- Morgan Kelly : Wade Carson
- Katherine Barrell : Miss Rosevear
- Sarah Podemski : Mme. Shoucair
- Marc Bendavid : Robert Perry (non-crédité)
- Sean Harraher : Agent Worseley (non-crédité)

### Épisode 12:Coup de crosse à Toronto
- Canada : 21 août 2012 sur Citytv
- France : 9 décembre 2012 sur France 3

- France : 3.88 millions de téléspectateurs

- Cedric Smith : Langston Wallace
- Mark O'Brien : Jerome Bradley
- Jake Epstein : Eddie Driscol
- Dylan Trowbridge : Samuell Farrell
- Christopher Russell : Archibald Simpson
- Alisen Down : Lydia Driscol
- Jessica Phillips : Felicity Wallace
- Guy Bannerman : John Ross Robertson
- Russell Ferrier : Harry McLaughlin
- Christopher Barry : Avocat
- Tadhg McMahon : Barman
- Scott Vrooman : Fan
- Jory Finklestein : Jeune Fan

### Épisode 13:La machine à explorer le temps
- Canada : 28 août 2012 sur Citytv
- France : 9 décembre 2012 sur France 3

- France : 3.88 millions de téléspectateurs

- Colin Buchanan : Professeur Harms
- Joe Cobden : Gideon Turner
- Benjamin Clost : Teddy Nelson
- Frank Chiesurin : Seth Morgan
- Nicholas Bode : William Murdoch Jr.
- Ellen Dubin : Amelia Haversham
- Andrew Gillies : Robert Denman
- Emily Hurson : Spectatrice
- Billy Oliver : Le Père Noël